# Clau Johansson

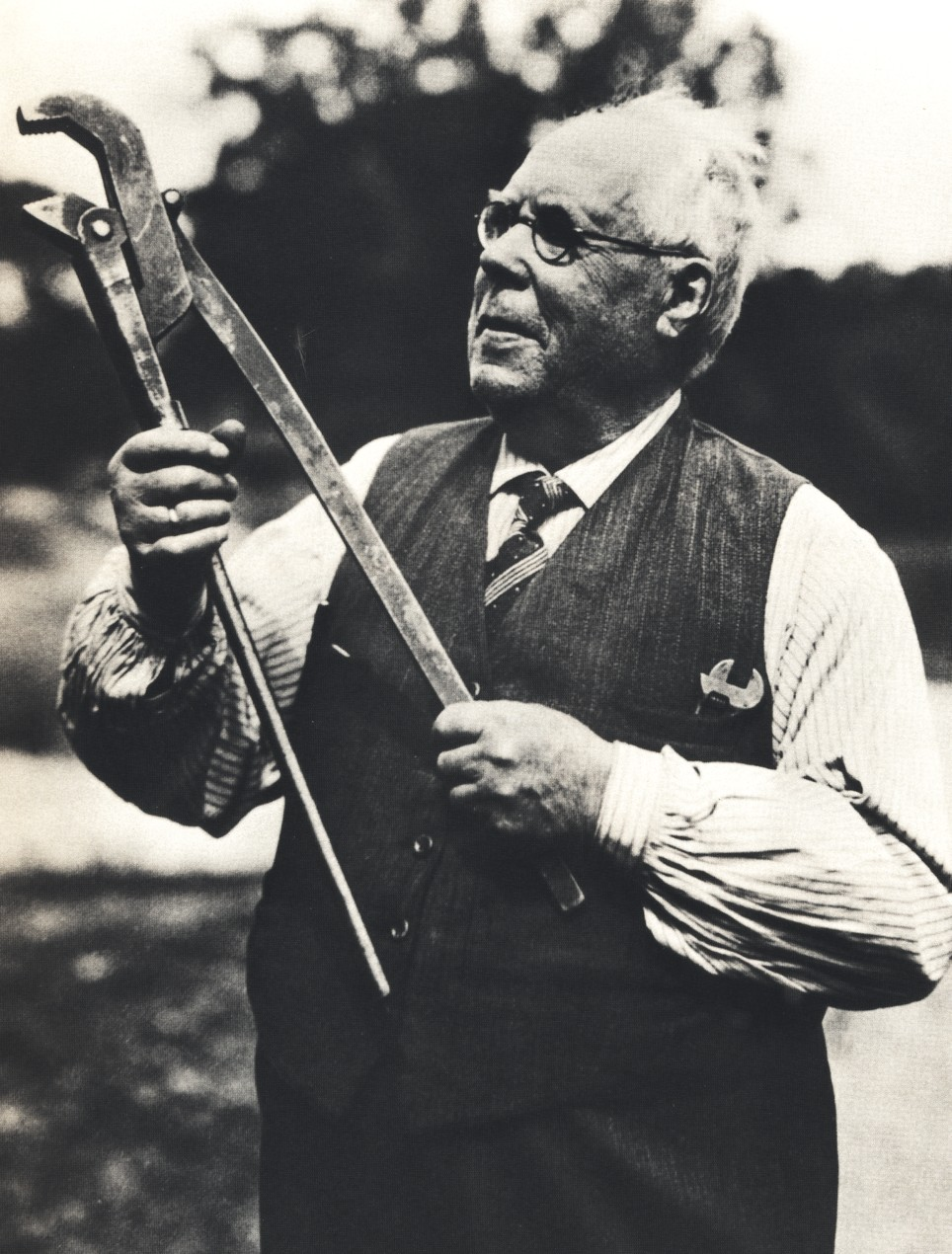
Johan Petter Johansson amb la seva clau

Una clau Johansson, clau de lampista o clau sueca és una clau que s'utilitza per fer girar o bloquejar les canonades en l'entorn de fontaneria. S'ajusta a diferents diàmetres de canonada girant un cargol.
El seu principal avantatge és que s'agafa amb una força significativa sense necessitat de roscar-hi una femella. Tanmateix, si s'utilitza de manera descuidada, pot trencar la canonada. També es pot utilitzar en femelles i altres punts de fixació plans (no rodons com les canonades). Funciona perfectament en situacions en què hi ha femelles hexagonals desgastades.

## Història

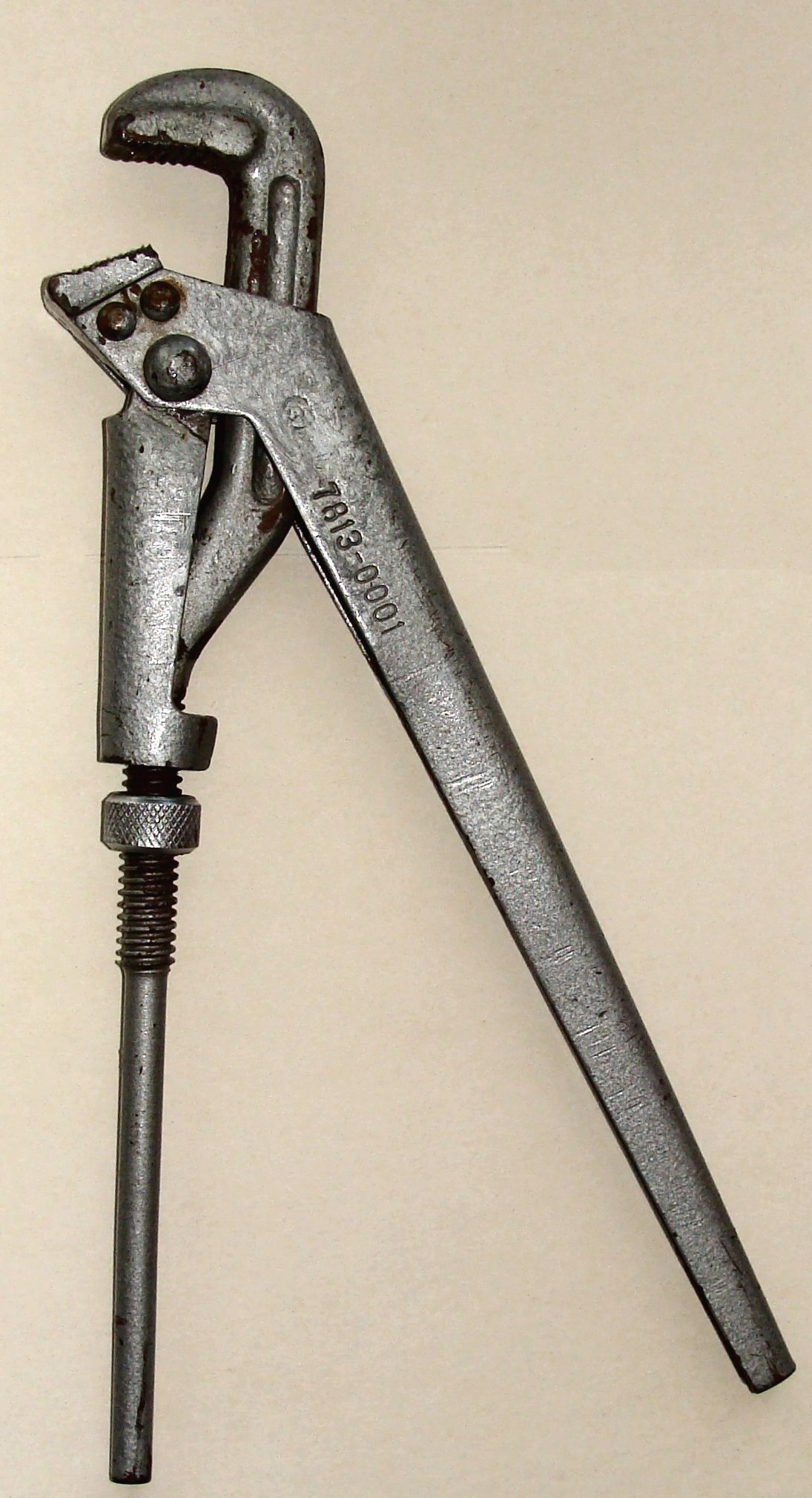
Una clau de lampista, amb el clauer al fil del mànec esquerre

Aquesta clau de lampista va ser inventada l'any 1888 per l' inventor suec Johan Petter Johansson. La seva clau comparteix alguns principis amb la clau Stillson i la clau de canonada rígida. No obstant això, és una eina decididament diferent i millorada. Permet als lampistes utilitzar la clau en lloc d'un parell de pinces per reparar o unir canonades. No és massa coneguda a Amèrica del Nord, però és molt comú a Europa.
Johansson també va millorar la clau ajustable, patentant la millora el 1891.